# Crotalaria karagwensis
Crotalaria karagwensis är en ärtväxtart som beskrevs av Paul Hermann Wilhelm Taubert. Crotalaria karagwensis ingår i släktet sunnhampor, och familjen ärtväxter. Inga underarter finns listade i Catalogue of Life.